# Waleryj Cyleńć
Waleryj Antonawicz Cyleńć (biał. Валерый Антонавіч Цыленьць, ros. Валерий Антонович Циленьть; ur. 22 września 1969) – białoruski zapaśnik walczący w stylu klasycznym. Dwukrotny olimpijczyk. Brązowy medalista z Atlanty 1996 i czwarty w Sydney 2000. Walczył w kategorii 82–85 kg.
Brązowy medalista mistrzostw świata w 1994. Czwarty na mistrzostwach Europy w 2003. Trzeci na mistrzostwach świata wojskowych w 2005 roku.